# 浙江大学生命科学学院
浙江大学生命科学学院是浙江大学农业生命环境学部的一个学院，设生物科学系、生物技术系和生物信息系。起源于1929年成立的浙江大学生物系，著名生物学家以贝时璋、谈家桢、罗宗洛、朱壬葆、姚錱、施履吉、施教耐等14位院士为杰出代表。学院位于浙江大学紫金港校区，2012年12月，有全日制在校本科生225人，硕士研究生249人，博士研究生286人。

## 重点学科
学院现有生物科学、生物技术和生物信息学三个本科专业。拥有国家生物学理科基础科学研究和教学人才培养基地、国家生命科学与技术人才培养基地。有13个硕士点，植物科学、动物科学、微生物学、生态学、遗传学、细胞生物学、生化与分子生物学、生物物理学、生理学、水生生物学、发育生物学和生物信息学12个二级学科博士点，还有一级学科博士点和生物学博士后流动站。
- 国家重点学科:植物学、生态学和生物物理学
- 浙江省重点学科:微生物学和遗传学
- 浙江省中医药重点学科:药用植物资源学

## 师资力量
学院现有专任教师89人，其中35名教授、45名副教授。

## 研究中心
- 植物生理学与生物化学国家重点实验室
- 国家濒危野生动植物种质基因保护中心
- 教育部濒危动植物保护生物学重点实验室
- 浙江省细胞与基因工程重点实验室
- 浙江省微生物生化与代谢工程重点实验室
- 国家与省部级重点实验室:浙江省农业微生物开发利用重点实验室[1]